# Valea Leurzii, Dâmbovița
Valea Leurzii este un sat în comuna Buciumeni din județul Dâmbovița, Muntenia, România.
 Acest articol despre o localitate din județul Dâmbovița este deocamdată un ciot. Puteți ajuta Wikipedia prin completarea lui.